# Pierre Perrin
Pierre Perrin (? 1620, Lyon - 24 de Abril de 1675, Paris) foi um poeta e libretista francês.
Algumas vezes é citado como Abade Perrin, embora ele nunca tenha pertencido ao clero. Foi fundador da Académie Royale de Musique, que posteriormente tornou-se a Ópera de Paris.
Trabalhou com Robert Cambert, criando com ele La Pastorale d'Issy, em 1659, e com Jean-Baptiste Boësset, criando La Mort d'Adonis, em 1662. Com Cambert, ele também criou Pomone, que inaugurou a salle de l'Opéra em 1671, com o que obteve o privilégio do rei Luis XIV. Ele também apresentou aí o seu Les Peines et les Plasirs de L'amour.
Por ser um péssimo administrador e vítima de colaboradores desonestos, Perrin foi preso por dívidas e teve que vender o seu privilégio para Jean-Baptiste Lully, tendo morrido na pobreza.
Seus versos são agora considerados medíocres, mas seu nome continua a ser associado ao nascimento da ópera como forma de arte na França.